# 文信路
文信路（Wunsin Rd.）為高雄市鼓山區的東西向道路，起端銜接立文路，末端為明華路，是捷運巨蛋站的周邊道路之一。

## 行經行政區域
- 鼓山區

## 沿線設施
（由東至西）
- 明誠公園
- 麥當勞高雄博愛一店
- 渣打銀行北高雄分行
- 帕可麗酒店
- 全家便利商店文信店
- 柏仁醫院產後護理之家5館
- 7-ELEVEN文信門市
- 樂芙優旅
- 中華電信文信服務中心
- 7-ELEVEN華榮門市
- 華榮公園

## 公車資訊
| 編號             | 經營業者   | 區間                                   | 備註 |
| ---------------- | ---------- | -------------------------------------- | ---- |
| 3                | 南台灣客運 | 警廣站－凹仔底森林公園                 |      |
| 16A              | 南台灣客運 | 高鐵左營站－高雄科大(建工)             |      |
| 裕誠幹線（紅36） | 南台灣客運 | 左營海軍軍區－捷運巨蛋站－文藻外語大學 |      |

## 公共自行車
- 高雄市公共自行車租賃系統：
  - 捷運巨蛋站(2號出口)：博愛二路與文信路口西北側
  - 華榮公園：文信路/華榮路口(西南側華榮公園內)

## 相關連結
- 高雄市主要道路列表